# دو لي
دو لي ( ولدت في 5 آذار 1982 في ييى يوان, زيبو,شاندونغ) هي متسابقة صينية في الرماية، هي حاصلة على الميدالية الذهبية في الألعاب الأولمبية الصيفية 2004 و 2008 دورة الألعاب الاولمبية، هي أيضا قد فازت بألقاب في كأس العالم، بطولة العالم و الألعاب الآسيوية.

## وصلات خارجية
- دو لي على موقع الاتحاد الدولي (الإنجليزية)
- دو لي على موقع أوليمبيديا (الإنجليزية)